# 宽柄杜鹃
宽柄杜鹃（学名：Rhododendron rothschildii）为杜鹃花科杜鹃花属下的一个种。

## 扩展阅读
維基物種上的相關：宽柄杜鹃